# Conacmella
Conacmella é um género de gastrópode da família Assimineidae.
Este género contém as seguintes espécies:
- Conacmella vagans